# Joseph Amar
Joseph Amar (1954 – leden 2001) byl americký výtvarník.

## Život
Narodil se v roce 1954 v Casablance jako jeden z osmi sourozenců. Jeho otec byl Sefardský Žid. V roce 1957 se rodina přestěhovala do Toronta. V letech 1974 až 1977 Amar studoval na Ontario College of Art. Mezi říjnem a listopadem 1987 měl vlastní výstavu v Galerii Bess Cutlerové v New Yorku. Již dříve měl několik samostatných výstav v Torontu a New Yorku a zároveň se účastnil několika skupinových výstav. Ve své tvorbě používal mimo jiné nátěr hustých materiálů na předměty, čímž vznikala díla na pomezí malby a sochařství. Jeho uměleckou kariéru ukončila v roce 1991 dopravní nehoda. Amarův vůz, ve kterém jel se svou manželkou a dcerou, byl sražen jiným vozem, které řídil opilý muž. Muž na místě zemřel, stejně jako Amarova manželka. Amar a jeho dcera byli převezeni do nemocnice. Jeho dcera se později z kómatu probrala. Amar nakonec také, ale od krku dolů byl paralyzován. Zemřel v roce 2001.